# Kondicionér
Kondicionér je přípravek pro zlepšení kvality vlasů. Používá se zpravidla po umytí vlasů šamponem.
Kondicionér sestává z prosíťované gelovité části (kationické surfaktanty, mastné kyseliny a voda) pro pocit zvýšené vlhkosti a kombinace aktivních látek (silikony, mastné kyseliny a kationické surfaktanty) pro zvýšení pocitu sucha. Kationické surfaktanty jsou klíčové pro tvorbu lamelární gelové sítě v kondicionéru a taktéž působí jako lubrikant a složka upravující statické napětí, neboť jejich pozitivní náboj vyrovnává negativní náboj vlasů. Mastné kyseliny jsou užívány pro lubrikaci a zjemnění vlasového povrchu, krom tvorby gelové sítě.
Obecně lze kondicionéry rozdělit do dvou skupin:
- Oplachové kondicionéry – po aplikaci na vlasy se počká, až se účinné hydratační, vyživující a regenerační látky vstřebají do vlasového vlákna a následně se kondicionér z vlasů řádně vymyje.
- Bezoplachové kondicionéry – označovány také jako leave-in kondicionéry, zůstávají aplikovány ve vlasech do dalšího mytí vlasů.